# ولادا نیکوچنکو
ولادا نیکوچنکو (اوکراینی: Влада Ігорівна Нікольченко؛ زادهٔ ۹ دسامبر ۲۰۰۲) ژیمناست ریتمیک اهل اوکراین است.